# Кайра
Кайра (Uria) — рід морських птахів родини алькових (Alcidae). Містить два види. Це птахи середнього розміру з коричневим або чорним оперенням протягом шлюбного сезону. Гніздяться на північному узбережжі Атлантичного і Тихого океанів.

## Види
- Кайра тонкодзьоба (Uria aalge)
- Кайра товстодзьоба (Uria lomvia)

Викопні
- Uria bordkorbi Howard, 1981 (пізній міоцен, Каліфорнія)
- Uria affinis (Marsh, 1872) (пізній плейстоцен, Сх. США) - можливо підвид U. lomvia
- Uria paleohesperis Howard, 1982 (пізній міоцен, Зх. США)
- Uria onoi Watanabe, Matsuoka and Hasegawa, 2016 (плейстоцен, Японія)

## Інтернет-ресурси
- Lummenfelsen von Helgoland [Архівовано 30 вересня 2020 у Wayback Machine.]
- Lummensprung [Архівовано 5 січня 2017 у Wayback Machine.]